# Roberto da Silva

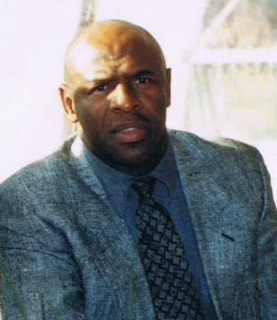
Roberto da Silva

Roberto da Silva (* 24. Juni 1951 in São Paulo) ist ein ehemaliger brasilianischer Fußballspieler auf der Position eines Innenverteidigers.

## Laufbahn
Da Silva begann seine Profikarriere 1971 beim FC Santos und spielte dort unter anderem mit Pelé.
1974 wurde er vom mexikanischen Erstligisten Club Universidad de Guadalajara verpflichtet, mit dem er in den Spielzeiten 1975/76 und 1976/77 jeweils Vizemeister der mexikanischen Liga wurde. 1979 wechselte er zum Stadtrivalen CSD Jalisco, der am Ende der Saison 1979/80 in die Segunda División abstieg. Daraufhin wechselte er zu den ebenfalls im Großraum von Guadalajara beheimateten Tecos de la UAG, bei denen er die Saison 1980/81 verbrachte.
1981 unterschrieb er bei den Tigres de la UANL, mit denen er in der Saison 1981/82 die mexikanische Fußballmeisterschaft gewann. Zwischen 1983 und 1986 ließ er seine aktive Laufbahn beim CD Tampico ausklingen und erreichte mit den Jaibos beide Finalspiele in den vor der WM 1986 in Mexiko ausgetragenen Sonderturnieren der Saison 1985/86, die gegen den Club América bzw. den CF Monterrey verloren wurden, so dass Da Silva sich während seiner zwölf Jahre in Mexiko insgesamt viermal mit der Vizemeisterschaft begnügen musste.

## Erfolge
- Mexikanischer Meister: 1982
- Mexikanischer Vizemeister: 1976, 1977, Prode 85, México 86